# Брукхејвен (Западна Вирџинија)
Брукхејвен (енгл. Brookhaven) насељено је место без административног статуса у америчкој савезној држави Западна Вирџинија.

## Демографија
По попису из 2010. године број становника је 5.171, што је 437 (9,2%) становника више него 2000. године.
| Група             | 2000.         | 2010.         |
| Белци             | 4.533 (95,8%) | 4.916 (95,1%) |
| Афроамериканци    | 49 (1,0%)     | 77 (1,5%)     |
| Азијати           | 25 (0,5%)     | 42 (0,8%)     |
| Хиспаноамериканци | 38 (0,8%)     | 46 (0,9%)     |
| Укупно            | 4.734         | 5.171         |